# Johannes Knechtenhofer
Johannes Knechtenhofer (* 14. März 1793 in Thun; † 9. März 1865 ebenda) war ein Schweizer Politiker und Hotelier. Er förderte den Tourismus in der Region des Thunersees und gehörte von 1850 bis 1851 dem Nationalrat an.

## Biografie

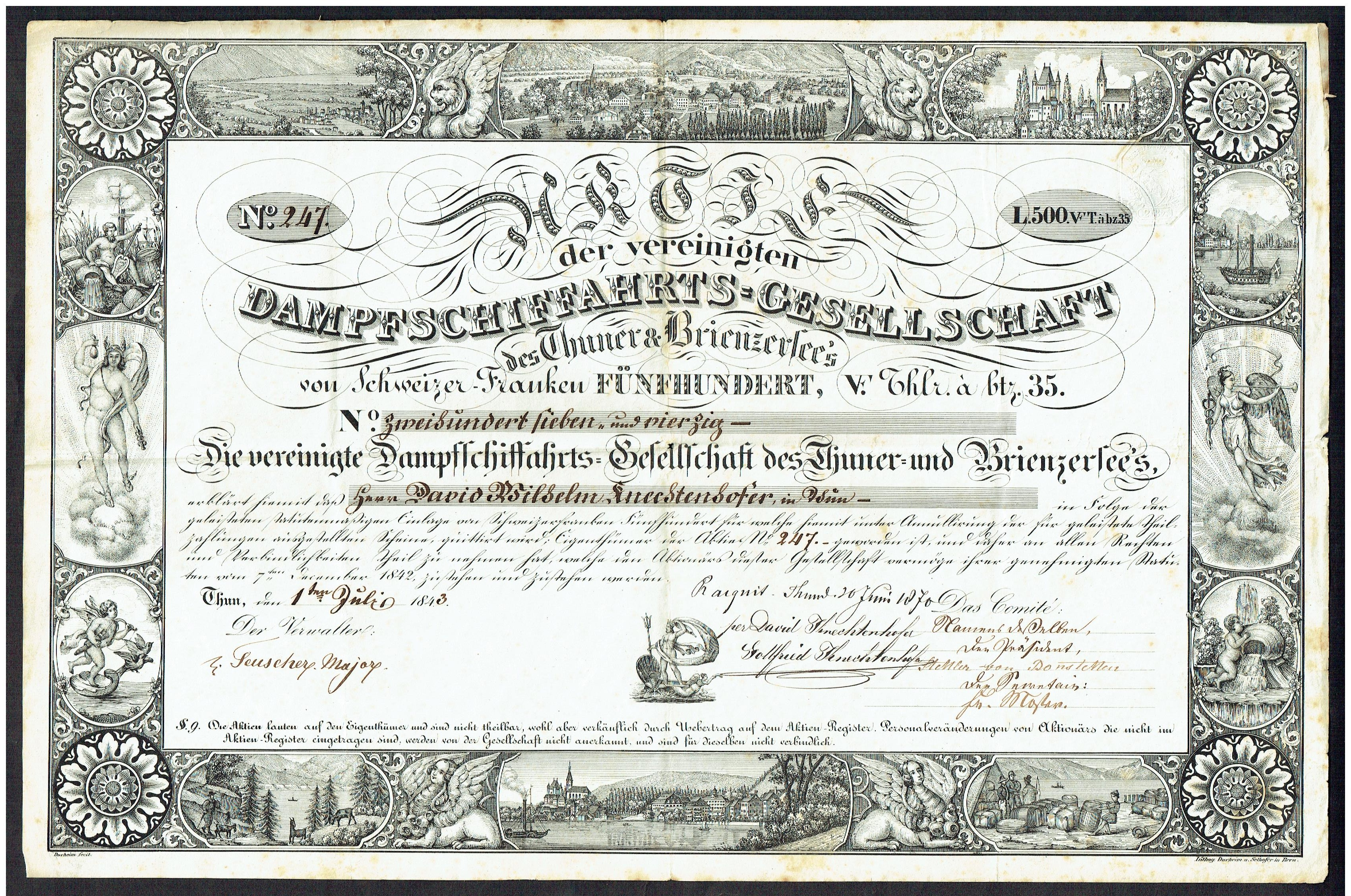
Aktie über 500 Franken der Vereinigten Dampfschiffahrts-Gesellschaft des Thuner- und Brienzersee's vom 1. Juli 1843

Der Sohn eines Metzgermeisters absolvierte eine Bäckerlehre, danach war er als Buchhalter und Leinwandhändler in Sumiswald tätig. 1824 erwarb er den Gasthof zum weissen Kreuz in Thun. Zehn Jahre später eröffnete er zusammen mit seinen Brüdern Johann Jakob und Johann Friedrich das Hotel Bellevue in Oberhofen am Thunersee. Am gegenüberliegenden Seeufer war der Bau einer Strasse geplant und die Brüder befürchteten, ihr Hotel könnte vom Verkehrsstrom abgeschnitten werden. Als Reaktion darauf bestellten sie bei einer französischen Werft ein Dampfschiff. Am 31. Juli 1835 fand die Jungfernfahrt der «Bellevue» statt, des ersten Dampfschiffs auf dem Thunersee; der Kapitän war Johannes Knechtenhofer selbst.
Die Brüder einigten sich wenig später mit einem Konkurrenten darauf, die «Vereinigte Dampfschiffahrtsgesellschaft des Thuner- und Brienzersee's» zu gründen (diese wurde 1912 von der Thunerseebahn übernommen, die ihrerseits 1913 in der Bern-Lötschberg-Simplon-Bahn aufging). 1848 beteiligte sich Knechtenhofer, der in der Schweizer Armee den Rang eines Obersten hatte, an der Erforschung der Beatushöhlen; er drang mit seinen Matrosen in eine Grotte vor, die ihm zu Ehren «Kapitänsgrotte» genannt wird. Von 1858 bis 1870 war er Besitzer des Hotels Giessbach (vor dem Ausbau zum heutigen Grand Hotel).
Bereits in den 1820er Jahren gehörte Knechtenhofer der Thuner Stadtregierung an, ab 1832 dem neuen Thuner Gemeinderat. Von 1834 bis 1836 amtierte er als Stadtpräsident, von 1853 bis 1862 war er wiederum Gemeinderat. Knechtenhofer vertrat zunächst liberale Ansichten, wandte sich aber später den Konservativen zu. Zu seinem Freundeskreis zählten unter anderem der spätere französische Kaiser Napoleon III. und Guillaume-Henri Dufour. Dem Grossen Rat des Kantons Bern gehörte er von 1829 bis 1846 und von 1850 bis 1862 an. Bei einer Nachwahl im Wahlkreis Oberland wurde er im Oktober 1850 in den Nationalrat gewählt, doch nur ein Jahr später schaffte er bei den Nationalratswahlen 1851 die Wiederwahl nicht mehr.